# Hemsundet
Hemsundet är en sjö i Norrtälje kommun i Uppland och ingår i Norrtäljeån-Åkerströms kustområde. Sjön har en area på 0,305 kvadratkilometer och ligger 0 meter över havet.

## Delavrinningsområde
Hemsundet ingår i det delavrinningsområde (661416-167550) som SMHI kallar för Rinner till Svartlögafjärden. Medelhöjden är 8 meter över havet och ytan är 14,21 kvadratkilometer. Det finns inga avrinningsområden uppströms utan avrinningsområdet är högsta punkten. Avrinningsområdets utflöde mynnar i havet, utan att ha någon enskild mynningsplats.

## Det tidigare sundet

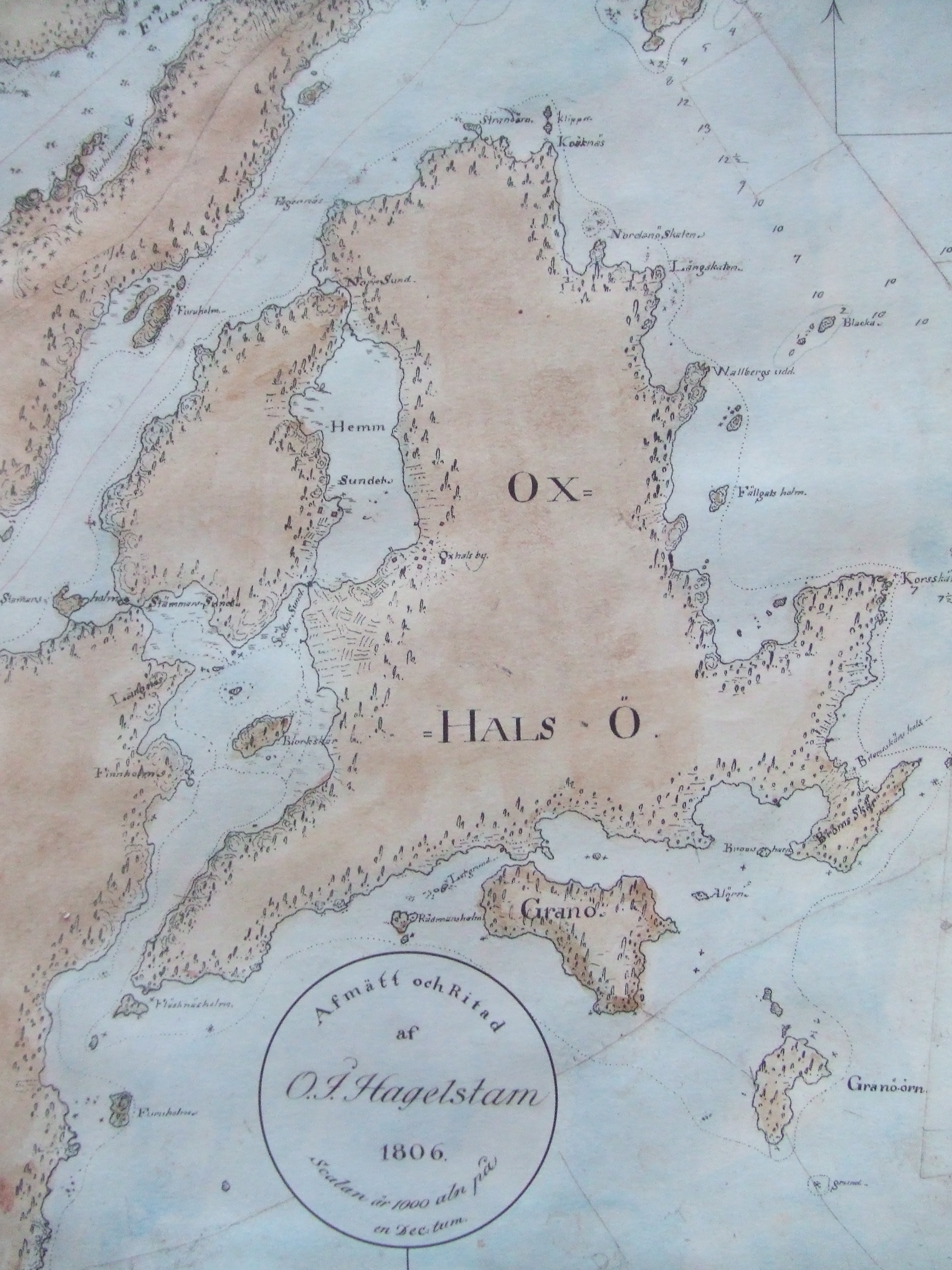
Karta över Oxhalsö - anno 1806.

Hemsundet var tidigare en havsvik/sund som delade Oxhalsö och Västerö på Blidö. Hemsundets norra spets har förbindelse med havet via en restaurerad kanal  som mynnar ut vid Norrsund/Blidösundet. Den södra delen av Hemsundet har tidigare haft kontakt med havet på östra sidan via Södersund/Källviken. Denna passage är i dagsläget dock helt eller delvis igenvuxen och ej farbar.
Hemsundet på Oxhalsö utgör en del av Kung Valdemars segelled från 1200-talet - då omnämnt som Hoxhals.
Underhållet av havsviken ombesörjs i dagsläget av två föreningar vid namn Hemsundets Sambruksförening samt Hemsundets Väl.